# Riccardo Filippi
Riccardo Filippi, né le 25 janvier 1931 à Ivrée et mort le 21 avril 2015, est un coureur cycliste italien. Champion du monde sur route amateur en 1953, il a été professionnel de 1953 à 1960 et a remporté le Trophée Baracchi à trois reprises avec Fausto Coppi.

## Biographie
En août 1953, Riccardo Filippi devient à l'âge de 22 ans champion du monde sur route amateur à Lugano. Il y devance Gastone Nencini, futur vainqueur du Tour de France et du Tour d'Italie, et Rik Van Looy, futur vainqueur de nombreuses classiques.
Le mois suivant cette victoire, Filippi devient coureur professionnel au sein de l'équipe Bianchi, qui a pour leader Fausto Coppi. Avec lui, Riccardo Filippi remporte trois fois, en 1953, 1954 et 1955, le Trophée Baracchi, un contre-la-montre disputé à deux.
Il participe quatre fois au Tour d'Italie, de 1954 à 1958. Il se classe 25e en 1956 et 37e en 1955.

## Palmarès
- 1953
  -  Champion du monde sur route amateur
  - Trophée Baracchi (avec Fausto Coppi)
- 1954
  - 1re étape du Tour d'Italie (contre-la-montre par équipes)
  - Trophée Baracchi (avec Fausto Coppi)
  - 4e de Paris-Nice
- 1955
  - Trophée Baracchi (avec Fausto Coppi)
- 1956
  - 2e du Trophée Baracchi (avec Fausto Coppi)
- 1957
  - 2e du Championnat de Zurich

## Résultats sur les grands tours

### Tour d'Italie
5 participations 
- 1954 : abandon, vainqueur de la 1re étape (contre-la-montre par équipes)
- 1955 : 37e
- 1956 : 25e
- 1957 : abandon
- 1958 : abandon